# Jiga'el Jadin
Jiga'el Jadin (hebrejsky יגאל ידין‎, rodným jménem Jigal Sukenik; 21. března 1917, Jeruzalém – 28. června 1984, Jeruzalém) byl izraelský archeolog, generál a politik. V letech 1949 až 1952 zastával funkci náčelníka generálního štábu Izraelských obranných sil. V polovině 70. let vstoupil do politiky a v letech 1977 až 1981 působil jako místopředseda vlády.

## Biografie

### Mládí a vojenská kariéra
Narodil se v Jeruzalémě za dob Osmanské říše uznávanému archeologovi Eleazara Sukenika a učitelce a bojovnici za ženská práva Chasje Fejnsodové. V patnácti letech se přidal k Haganě, kde zastával různé funkce. V roce 1946 tuto židovskou vojenskou organizaci po hádce s jejím velitelem opustil. O rok později nastoupil ke studiu na univerzitě a krátce před vyhlášením nezávislosti Státu Izrael v květnu 1948 byl Davidem Ben Gurionem povolán zpět do služby. Během izraelské války o nezávislost byl operačním velitelem a byl zodpovědný za mnoho klíčových rozhodnutí.

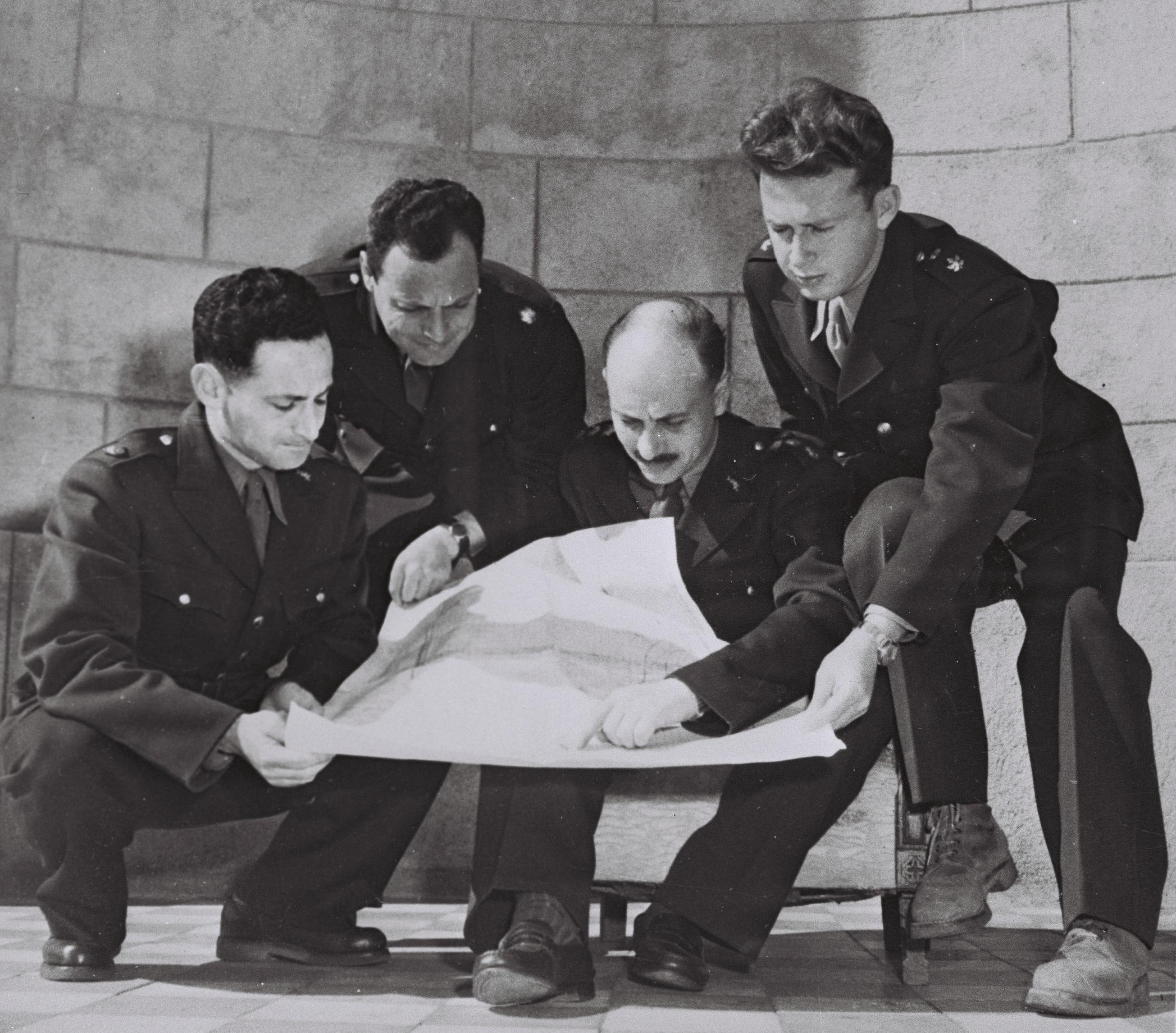
Izraelská delegace na jednání o příměří na ostrově Rhodos v roce 1949. Jadin je druhý zprava.

Po rezignaci náčelníka generálního štábu Ja'akova Doriho, jemuž byl zástupcem, byl 9. listopadu 1949 ve svých 32 letech jmenován jeho nástupcem a v této funkci setrval tři roky. Rezignoval 7. prosince 1952 poté, co se nepohodl s premiérem a ministrem obrany Ben Gurionem ohledně škrtů v armádním rozpočtu.

### Archeologie
Po odchodu z armády se věnoval výzkumu a započal svoje životní dílo v archeologii. V roce 1956 obdržel Izraelskou cenu za svou disertační práci věnovanou překladům Svitků od Mrtvého moře. Jako archeolog odkryl některé z nejvýznačnějších náboženských míst, včetně Kumránských jeskyní, Masady, Chacoru a Megida. Za vrchol své archeologické kariéry považoval Šalamounovu bránu v Gezeru. Čas od času se musel vypořádávat s krádežemi důležitých artefaktů, někdy prominentními politiky a vojenskými představiteli. Jednou například, když byly krádeže připisovány známému jednookému generálu Moše Dajanovi, poznamenal: „Vím kdo to byl, ale neřeknu o koho jde, ale pokud ho chytím, vydloubnu mu jeho zbývající oko.“
Přestože byl archeolog, nikdy se úplně nestáhl z veřejného života. V předvečer šestidenní války v roce 1967 byl vojenským poradcem premiéra Leviho Eškola a po jomkipurské válce v roce 1973 byl členem Agranatovy komise, která vyšetřovala příčiny, jež vedly k válce.

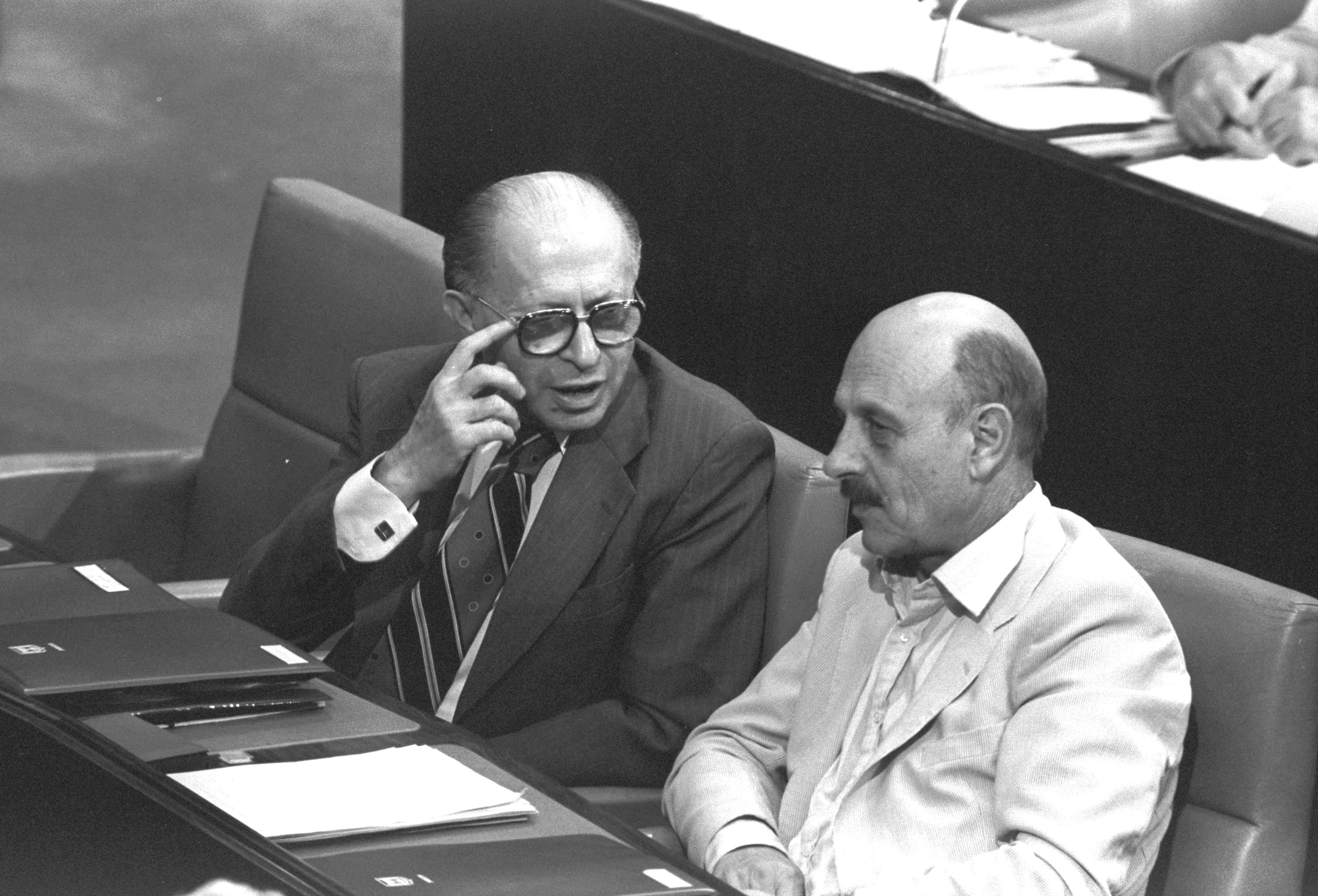
Jadin (vpravo) s premiérem Menachemem Beginem v Knesetu, 1980

### Politická kariéra
V roce 1976 založil spolu s Amnonem Rubinsteinem, Šmu'elem Tamirem, Me'irem Amitem, Me'irem Zoreou a mnoha dalšími prominentními osobnostmi veřejného života Demokratické hnutí za změnu, běžně známé pod hebrejským akronymem Daš. Nová strana se zdála být ideálním řešením pro mnoho Izraelců, kteří již byli otráveni neustálými obviněními z korupce ve straně Ma'arach (toho času hlavní politická strana, která vládla pod různými názvy od roku 1948), jakož i mnoha dalšími skandály, včetně Jadlinovy aféry, sebevraždy ministra bydlení Avrahama Ofera, amerického dolarového konta premiérovy manželky Ley Rabinové atp. Mimo to byl Daš odpovědí na rostoucí frustraci a zoufalost po jomkipurské válce a na sociální a politický vývoj, který ji následoval. Mnoho lidí vnímalo Jadina, bojovníka a učence, jako typického představitele ideálního Izraelce, nedotčeného korupcí, který by mohl vést zemi po nové cestě.
V parlamentních volbách v roce 1977 si strana vedla poměrně slušně a při svém prvním pokusu dostat se do Knesetu získala 15 ze 120 křesel. Strana se stala součástí koaliční vlády premiéra Menachema Begina, která se stala historicky první pravicovou vládou v dějinách Izraele. Jako místopředseda vlády hrál Jadin důležitou roli v mnoha událostech, zejména pak v souvislosti se vztahy s Egyptem, které nakonec vedly k podepsání Dohod z Camp Davidu a egyptsko-izraelské mírové smlouvy. Strana Daš se však nakonec rozpadla na několik frakcí. Jadin se přidal k Demokratickému hnutí, ale i to se rozštěpilo, a tak nakonec až do konce svého funkčního období působil v Knesetu jako nezávislý. Z politiky odešel v roce 1981.
Jadin byl ženatý s Carmelou Ruppinovou, která s ním během jeho kariéry pracovala a pomáhala mu s překlady a publikováním knih. Společně měli dvě dcery – Orly a Lital. Zemřel v roce 1984 ve věku 67 let. Jeho bratrem byl izraelský herec Josi Jadin.